# Fantasy Zone
Fantasy Zone (ファンタジーゾーン Fantajī Zōn?) är ett arkadspel utgivet av Sega 1986. Spelet porterades senare till Sega Master System. Spelaren kontrollerar rymdfarkosten Opa-Opa i spelet, som är av sidscrollande shoot 'em up-typ, och man skall rädda det kollapset interplanetariska monetära systemet. Opa-Opa blev en av Segas första symboler. Spelet påminner något om Twinbee, och båda spelen är tidiga exempel på så kallade "cute 'em up"-spel.

### Fotnoter
1. ↑  ”Fantasy Zone”. NES DB. 21 mars 1987. Arkiverad från originalet den 19 juli 2016. https://web.archive.org/web/20160719143217/http://nesdb.se/game_more.php?id=502&rid=1. Läst 12 juni 2014.
2. ↑  ”Arkiverade kopian”. Arkiverad från originalet den 14 september 2017. https://web.archive.org/web/20170914125748/https://www.kotaku.com.au/2011/04/remembering-segas-exiled-mascot/. Läst 12 juni 2014.
3. ↑  http://www.hardcoregaming101.net/fantasyzone/fantasyzone.htm